# Châteauneuf (Paesi della Loira)
Châteauneuf è un comune francese di 895 abitanti situato nel dipartimento della Vandea nella regione dei Paesi della Loira.

## Società

### Evoluzione demografica
Abitanti censiti